# Constantin Carathéodory
Constantin Carathéodory, gr.: Κωνσταντίνος Καραθεοδωρής (ur. 13 września 1873 w Berlinie, zm. 2 lutego 1950 w Monachium) – grecki matematyk, syn dyplomaty.
Jego prace dotyczyły rachunku wariacyjnego, teorii miary, równań różniczkowych i teorii odwzorowań konforemnych. W teorii miary podstawowa definicja zbioru mierzalnego jest nazywana warunkiem Carathéodory’ego. W fizyce podał aksjomatyczne sformułowanie II zasady termodynamiki. Jako pierwszy (w 1930 r.) pokazał też nierówność znaną później (zwłaszcza w programowaniu dynamicznym) jako nierówność Bellmana. Pracował ponadto nad zastosowaniem teorii Hamiltona-Jacobiego do teorii względności i formalizacją zasad optyki za pomocą rachunku wariacyjnego.

## Życiorys

### Wczesne lata i edukacja
Gdy Constantin miał dwa lata, jego rodzina przeniosła się z Berlina do Brukseli, gdzie spędził swą młodość. Miał talent do języków. Greckim i francuskim posługiwał się jak mową ojczystą. Gdy w 1879 umarła jego matka, zatrudniono niemiecką opiekunkę, która również uczyła dzieci języka. Jako trzynastolatek rozpoczął naukę we francuskiej szkole średniej (5-letni college). Tam też dwukrotnie zdobywał nagrodę dla najlepszego ucznia z matematyki w Belgii. Następnie studiował w belgijskiej akademii wojskowej (Ecole Militaire de Belgique), a w 1895 rozpoczął pracę jako inżynier w Grecji i, trzy lata później, w Egipcie przy budowie zapór na Nilu.
W 1900 roku wstąpił na uniwersytet w Berlinie, gdzie studiował u Frobeniusa i Schwarza. Dwa lata później przeniósł się do Getyngi, gdzie w 1904 otrzymał doktorat napisany pod kierunkiem Hermana Minkowskiego. Zaledwie rok po doktoracie przedstawił swoją pracę habilitacyjną. Na tak szybkie staranie o awans zezwolono na osobistą prośbę Davida Hilberta.

### Praca i podróże
Choć początkowo nie chciał pozostawać w Niemczech, swoją pracę po habilitacji rozpoczął nauczając w Getyndze jako Privatdozent. W 1908 przeniósł się na rok do Bonn, a następnie (również na około rok) do Hanoweru. W międzyczasie (w 1909 r.) poślubił swoją kuzynkę, Eufrosinię Karatheodoris. Związek małżeński z krewnymi był w ich rodzinie tradycją. W Hanowerze urodziło się ich pierwsze dziecko, syn Stephanos.

#### Epizod wrocławski
W październiku 1910 został mianowany profesorem matematyki w nowo otwartej Królewskiej Wyższej Szkole Technicznej we Wrocławiu (Königliche Technische Hochschule Breslau), poprzedniczce Politechniki Wrocławskiej. Tutaj w 1912 r. urodziła się jego córka Despina. Jego wrocławski adres to Scharnhorst Strasse 30, obecnie ul. Jastrzębia, przy zbiegu z ul. Gajowicką (dom już nie istnieje). Pozostawał tam do 1913 r., kiedy to przeniósł się z powrotem do Getyngi, aby objąć katedrę po Feliksie Kleinie.

#### Niemcy, Grecja, Niemcy
W 1918 r. objął katedrę w Berlinie. Rok później przeniósł się do Grecji, aby jako rektor organizować nowo powstający Uniwersytet Joński w Smyrnie. Po inwazji Turków na to miasto w 1922 r. uciekł do Aten, gdzie pozostał przez dwa lata, po czym przeniósł się na powrót do Niemiec, do Monachium. Tam, na stanowisku kierownika katedry matematyki Politechniki Monachijskiej, pozostał do emerytury (1938 r.). Podróżował jednak nieprzerwanie, zwłaszcza do Stanów Zjednoczonych i Grecji. Był pierwszym zaproszonym wykładowcą (invited lecturer) Amerykańskiego Towarzystwa Matematycznego (1927-1928). W 1936 r. ponownie odwiedził USA, wygłaszając m.in. wykład z okazji 300-lecia Harvardu.

### Wojna i ostatnie lata życia
Według Marii Georgiadou podczas II wojny światowej zachowywał się biernie wobec reżimu nazistowskiego. Natomiast według świadectwa córki Despiny:
Carathéodory razem z Einsteinem pomagał w ucieczce wielu uczonym żydowskiego pochodzenia, załatwiając zaproszenia z amerykańskich uczelni, gdzie miał wpływowych przyjaciół i znajomych.
Ostatni swój wykład wygłosił w grudniu 1949. Zmarł 2 lutego 1950 w Monachium, gdzie został pochowany wraz z żoną na Cmentarzu Leśnym.

## Korespondencja z Einsteinem
19 grudnia 2005 ambasador Izraela w Atenach przedstawił greckiemu Ministrowi Spraw Zagranicznych kopie 10 listów, jakie Carathéodory wymienił z Einsteinem. Według ekspertów w Narodowym Archiwum Izraela – gdzie znajdują się oryginały listów – matematyczna strona teorii Einsteina opierała się na pracach Carathéodory’ego.
Einstein na zakończenie wywiadu dla prasy w 1955 r. miał stwierdzić:
Panowie, jest mi bardzo przykro, że widzę was gotowych do odejścia bez zadania mi najważniejszego pytania. Poprosiliście, żebym wam odpowiedział na wiele pytań, ale nikt z was nie chciał się dowiedzieć, kto był moim nauczycielem i kto pokazał mi drogę do wyższej matematyki, tak w rozwoju mojej myśli, jak i badań. Aby was nie zamęczyć, powiem prosto i bez jakichkolwiek szczegółów, że moim wielkim nauczycielem był nie kto inny, tylko niesamowity Grek – Constantin Carathéodory, któremu nie tylko ja osobiście, ale i cała matematyka, fizyka oraz nauka XX wieku zawdzięczają wszystko.